# Исторически музей (Белово)
Историческият музей в Белово е създаден през 2018 г.

## История
През 1928 г. Димитър Ников от Голямо Белово с помощта на етнографа проф. Христо Вакарелски подрежда музейна сбирка в скалния параклис „Св. св. Козма и Дамян“ в Голямо Белово. След смъртта на Димитър Ников дейността е изоставена. През 1964 г. Атанас Хрисчев започва работа като учител по история в СУ „Алекасандър Иванов-Чапай“. Основава Беловско краеведческо дружество, в което членуват ученици от горните класове и започва да събира материали – документи, снимки, етнографски материали, археологически находки, с които се поставят основите на музейна сбирка. През 1968 г., с разрешение на Комитета за култура, е регистрирана музейна сбирка. Помещава се на различни места, а от 1993 г. музейната сбирка е експонирана в т.нар. Павлова къща. През 1978 г. Националният исторически музей започва разкопки в местността „Свети Спас“, разкрита е цитаделата на града, а разкопките продължават 20 години. Те се извършват със съдействието на музейната сбирка. През 1994 г. е извършена реставрация и консервация на Беловската базилика. На 20 декември 2018 г. Общинският съвет на Белово взема решение, с което статутът на музейната сбирка е променен и е създаден Исторически музей, Белово.
Към Историческия музей е създаден Клуб на приятелите на музея „Бельово – преди и сега“.